# Fürstentum Ansbach
Das Fürstentum Ansbach bzw. Markgraftum Brandenburg-Ansbach (nach einem bis ins 17. Jahrhundert für Ansbach gebräuchlichen Namen auch Brandenburg-Onolzbach) war ein reichsunmittelbares Territorium des Heiligen Römischen Reichs im Fränkischen Reichskreis, das von Nebenlinien des Hauses Hohenzollern regiert wurde.

## Geschichte

### Entstehung und geschichtliche Entwicklung

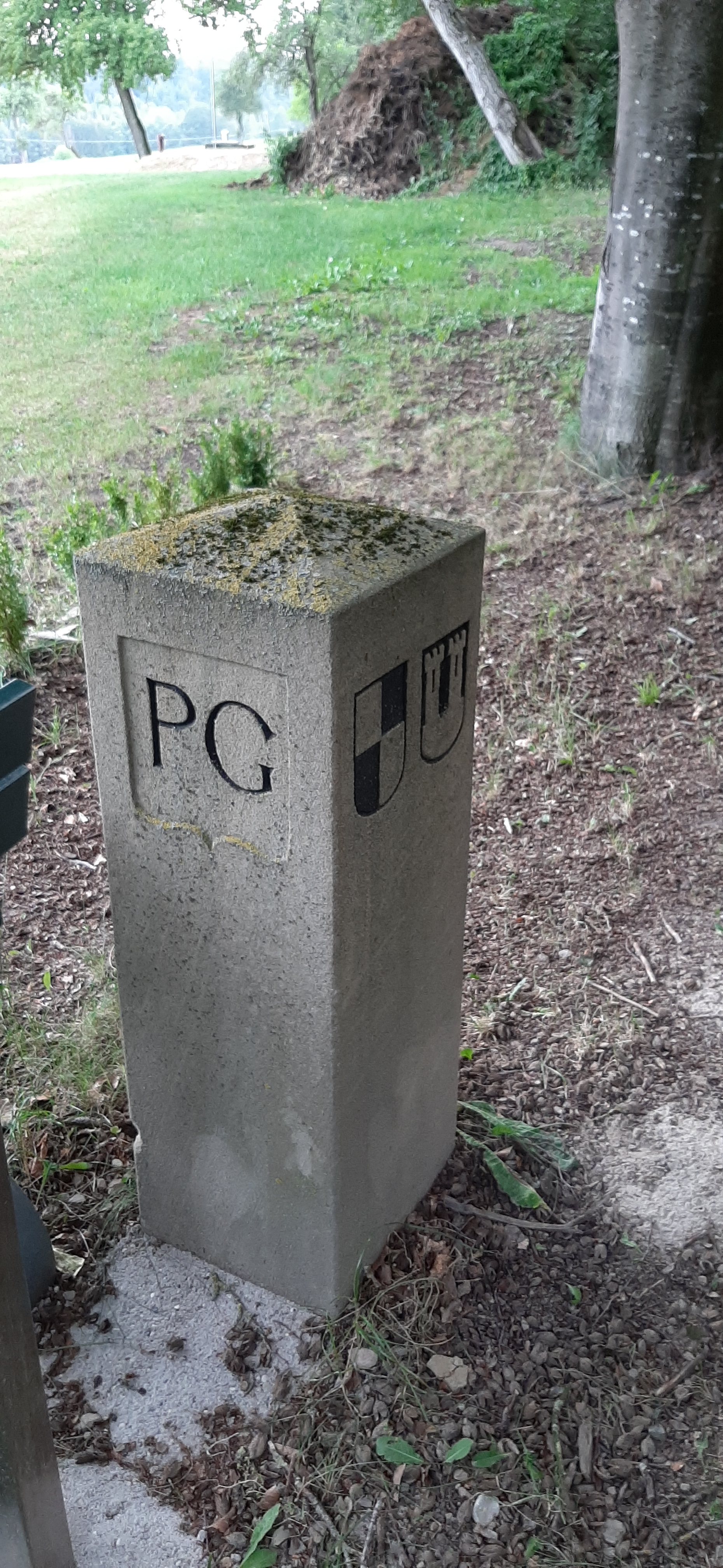
2013 rekonstruierter Grenzstein von 1804 am Speierhofer Dreiländereck zwischen dem 1791 preußisch gewordenen Fürstentum Ansbach, gekennzeichnet durch „PG“ (Preußisches Gebiet) und das Hohenzollern-Wappen, der in der Mediatisierung sich befindlichen Reichsstadt Rothenburg ob der Tauber, gekennzeichnet durch das Stadtwappen (rechts) und einem „R“ auf der Rückseite, sowie dem Fürstentum Hohenlohe-Schillingsfürst, gekennzeichnet durch „HG“ (Hohenlohisches Gebiet; auf der Rückseite)

Das Fürstentum Ansbach entwickelte sich aus dem untergebirgischen Landesteil der Burggrafschaft Nürnberg. Zusammen mit dem obergebirgischen Teil der Burggrafschaft bildete es die fränkischen Stammlande der Hohenzollern. Nachdem die Hohenzollern 1415/1417 mit Burggraf Friedrich VI. von Nürnberg in den erblichen Besitz der Mark Brandenburg gelangt waren, verwendeten sie ihren dadurch neu erworbenen Titel Markgraf mit der Zeit auch in ihren bisherigen fränkischen Besitzungen. Mit dem Verkauf der Nürnberger Burggrafenburg an die Reichsstadt Nürnberg 1427 endete das burggräfliche Kapitel in der Geschichte der Hohenzollern. Für ihre fränkischen Territorien bürgerte sich nunmehr die Bezeichnung Markgraftum ein, bzw. im Zuge späterer (zunächst jedoch nur vorübergehender) Landesteilungen dann Markgraftümer. Die endgültige Trennung in zwei selbständige Territorien erfolgte schließlich 1486 nach dem Tod von Markgraf Albrecht Achilles. Entsprechend der 1473 von Albrecht erlassenen Dispositio Achillea wurde dabei das hohenzollernsche Herrschaftsgebiet in Franken unter seine beiden jüngeren Söhne aufgeteilt. Die Zuweisung der beiden Landesteile wurde durch Losentscheid entschieden. Friedrich II. fiel dabei mit dem untergebirgischen Land das spätere Fürstentum Ansbach zu, während sein Bruder Siegmund mit dem zweiten Landesteil das nachmalige Fürstentum Kulmbach erhielt.
Markgraf Georg der Fromme (auch Georg der Bekenner genannt) führte als früher Anhänger Martin Luthers den Protestantismus in seinen Gebieten ein. Als Symboljahr kann diesbezüglich 1525 dienen, denn am 9. April d. J. war in Ansbach der erste Gottesdienst in deutscher Sprache und mit Abendmahl in beiderlei Gestalt gefeiert worden. Die vom Markgrafen initiierten theologischen Gutachten, später auch Fränkische Bekenntnisse genannt, gelten als Vorstufe der weltweit rezipierten Confessio Augustana von 1530. Georg der Fromme war am Augsburger Reichstag von 1530 anwesend und wurde zu einem Erstunterzeichner der Confessio Augustana.

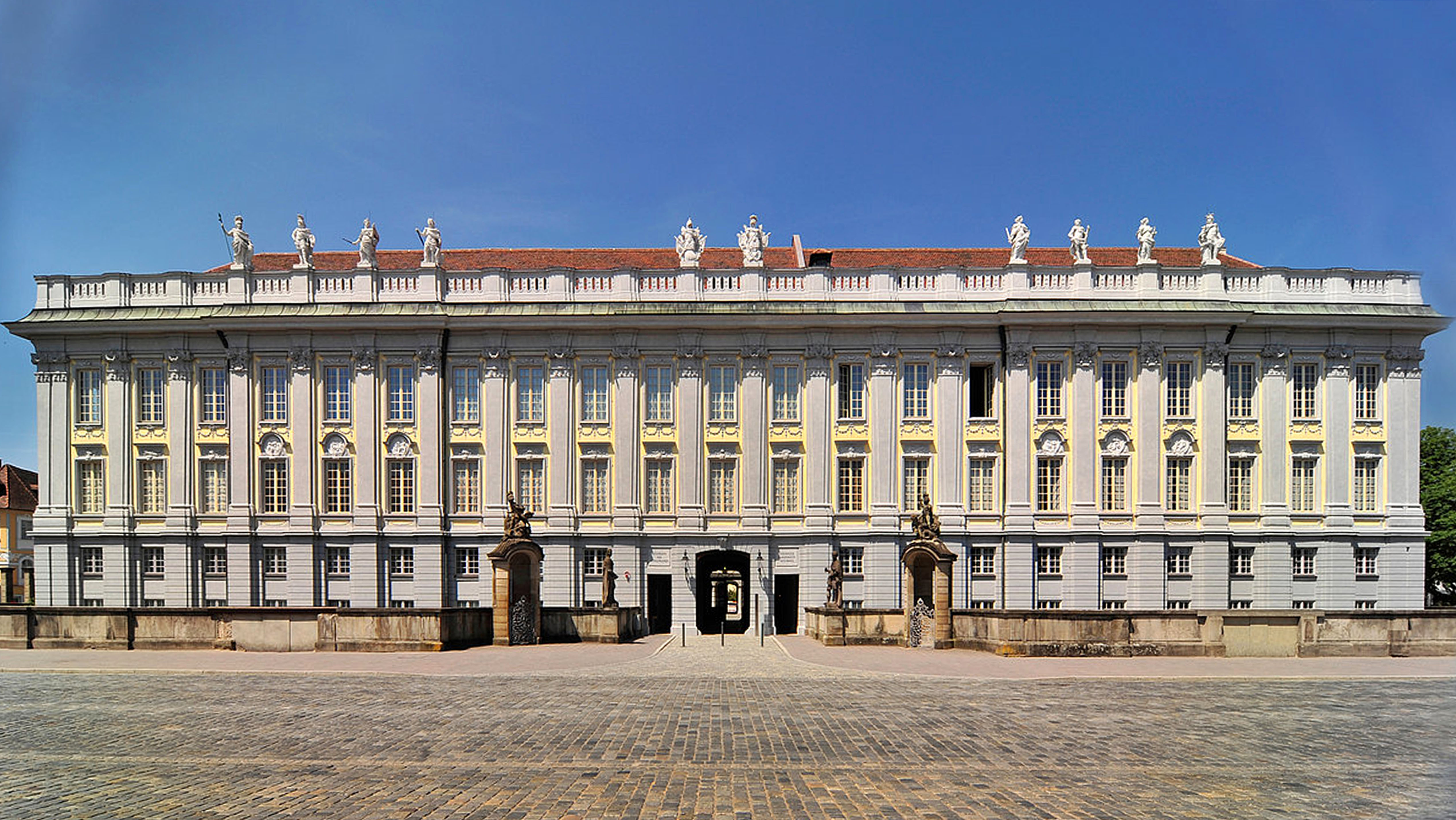
Die Residenz Ansbach

Friedrich I. von Brandenburg ließ zwischen 1398 und 1400 einen Stiftshof zu einer Wasserburg ausbauen, deren Reste im heutigen Gebäude der Residenz Ansbach noch erkennbar sind. Unter Markgraf Georg Friedrich I. entstand ein Residenzbau der Renaissance, ab 1694 erfolgte der Umbau zum Barockpalast, der 1738 vollendet war und dessen Innenausstattung in den folgenden Jahren stattfand.
Der Friede von Teschen wurde am 13. Mai 1779 in Teschen zwischen Österreich und dem Königreich Preußen geschlossen und beendete den Bayerischen Erbfolgekrieg. In den Bestimmungen wurde unter anderem festgelegt, dass Österreich von Bayern die östlich von Inn und Salzach gelegenen Gebiete des Rentamtes Burghausen erhielt – also einen Gebietsstreifen von Passau bis zur Nordgrenze des Erzstifts Salzburg. Im Gegenzug wurden die Ansprüche Preußens auf die beiden hohenzollernschen Markgraftümer Fürstentum Brandenburg-Ansbach und Brandenburg-Bayreuth anerkannt (Artikel 10 und 11, Primogenitur und Zusammenführung im Erledigungsfall, Behandlung zugehöriger Lehen in böhmischen Bereichen).
Das Fürstentum Ansbach wurde zwar mehrmals in Personalunion mit dem Fürstentum Kulmbach (bzw. seit 1604 Bayreuth) regiert (1495–1515, 1557–1603 und 1769–1791), es blieb aber bis zum Ende des alten Reiches ein staatsrechtlich eigenständiges Territorium. Mit dem Fürstentum Bayreuth wurde es 1791/92 an das Königreich Preußen angegliedert und zusammen als Ansbach-Bayreuth zunächst von Karl August von Hardenberg gemeinsam verwaltet. Am 9. Juni 1791 übergab Markgraf Karl Alexander, er war bereits außer Landes, Hardenberg die volle landesherrliche Gewalt, am 2. Dezember wurde dann in Bordeaux das Abdankungspatent unterzeichnet. Das Berliner Kabinettsministerium wies am 15. Januar 1792 Hardenberg an, den Regierungswechsel durch Publikation des Abdankungspatentes zu veröffentlichen, sowie das auf den 5. Januar datierte Regierungsantrittspatent von Friedrich Wilhelm II. bekannt zu machen.
Der dirigierende Minister Karl August Freiherr von Hardenberg (er weilte bereits seit 1790 in beratender Funktion in Ansbach) versuchte durch Aufkäufe von Herrschaften, das Gebiet zunächst gütlich und vertraglich im fränkischen Ritterkreis zu arrondieren (territorium non clausum), was aber nur teilweise gelang. Er erhöhte den Druck auf die reichsritterschaftlichen Gebiete durch punktuelle herrschaftliche Eingriffe und militärische Aktionen, die größtenteils dem Reichsrecht und der Rechtsstellung der Reichsritter zuwider standen. Diese Idee eines umfassenden vertraglichen Ausgleichs zur Schaffung eines geschlossenen Staatsgebietes war jedoch schon im März 1793 gescheitert, was auf einer unüberbrückbaren Kluft in den staatsrechtlichen und politischen Anschauungen der machtstaatlich ausgerichteten preußischen Monarchie und der Reichsritter bestand.
Auf fragwürdige Weise zog Hardenberg hierzu die Landeshoheit aus der ausgeübten Blutgerichtsbarkeit („Fraisch“) heran (dieser Anspruch war teilweise gegenüber anderen Herrschaften bereits seit Jahrhunderten ein Streitpunkt, beispielsweise mit der Reichsstadt Nürnberg oder dem Bistum Eichstätt) und leitete daraus die kompletten hoheitlichen Rechte ab.
Gegen die sich mehrenden Übergriffe im Bereich der „Policey“ sowie des Militär- und Steuerwesens suchten die Ritter Rückhalt beim fränkischen Kreis und am Kaiserhof, der sich zunächst auf diplomatische Initiativen beschränkte. Außer Protesten und Klagen in Wien und den dortigen Bescheiden, bis hin zu Exekutionsbeschlüssen, war jedoch auf diesem Wege nichts zu erlangen, geschweige denn diese Exekutionsbeschlüsse waren durchzusetzen. Schließlich erließ der vom Kanton Altmühl angerufene Reichshofrat gegen Ende des Jahres 1795 zwei von Preußen ignorierte Mandate zugunsten der Ritterschaft, mit deren Exekution Bamberg und Sachsen-Gotha beauftragt wurden; ebenso wenig beeindruckten in Berlin die Protestnoten, die mehrere Kurfürsten auf Druck der Hofburg in Wien an den König richteten.
So wurden beispielsweise fast alle Akten des Archivs und der Registratur des Kantons Altmühl am 22. November 1796 überfallmäßig durch eine Regierungskommission aus Ansbach beschlagnahmt und nach Ansbach geschafft, um den reichsritterlichen Herren wichtige Dokumente für die Prozessführung zu entziehen. Hier wurden ebenfalls Soldaten eingesetzt. Dem waren zuvor schon preußische Patentanschläge in den an Ansbach-Bayreuth angrenzenden ritterlichen Herrschaften und Reichsstädten (beispielsweise im Gebiet vor den Stadtmauern in Dinkelsbühl und Nürnberg) im Februar und März 1792 vorausgegangen. Im Jahr 1798 hatte sich der Umfang des fränkischen Ritterkreises um etwa ein Viertel bis ein Drittel verringert. Besonders betroffen war der Kanton Altmühl, der fast vollständig mediatisiert worden war.
Im Vertrag von Schönbrunn vom 15. Dezember 1805 musste Preußen das Fürstentum Ansbach-Bayreuth im Tausch gegen das Kurfürstentum Hannover an Frankreich abgeben; zum 1. Januar 1806 kam dessen Ansbacher Teil an das neue Königreich Bayern.

### Markgrafen von Brandenburg-Ansbach
| Markgraf                           | von  | bis  | Anmerkungen | Bild |
| ---------------------------------- | ---- | ---- | --- | ---- |
| Friedrich I.                       | 1398 | 1440 | als Friedrich VI. zählt er noch zu den Burggrafen von Nürnberg. Durch den Verkauf der Nürnberger Burg 1427 endet die Linie der Burggrafen mit ihm. Als Friedrich I. war er der erste Kurfürst von Brandenburg (1415–1440). Nach der Erbteilung erhielt er von seinem Vater, dem Burggrafen Friedrich V. von Nürnberg, 1398 das „untergebürgische“ Fürstentum Ansbach, auch „Niederland“ genannt, und nach dem Tod seines älteren Bruders Johanns III. auch das „obergebürgische“ Fürstentum Kulmbach, „Oberland“ genannt (1420–1440). Der Begriff „Gebürge“ bezieht sich auf das Muggendorfer Gebirge, die damals übliche Bezeichnung der Fränkischen Schweiz. Seit 1415 erhielt er auch die Würde des Kurfürsten von Brandenburg verliehen. |      |
| Albrecht I. Achilles               | 1440 | 1486 | Albrecht Achilles übernahm als Markgraf von Ansbach nach dem Tod seines ohne männliche Nachkommen verstorbenen Bruders Johanns des Alchemisten auch das Fürstentum Kulmbach. Als sein ältester Bruder Friedrich der Eiserne 1470 als Kurfürst von Brandenburg abdankte, folgte er ihm nach und vereinte damit den gesamten Besitz der Hohenzollern in einer Hand. |      |
| Friedrich II.                      | 1486 | 1515 | Friedrich II. war der zweite Sohn des Albrecht Achilles. Er übernahm nach dem Tod seines Bruders Siegmund auch das Fürstentum Kulmbach. Wegen seines verschwenderischen Lebensstils wurde er 1515 von seinen Söhnen abgesetzt und 13 Jahre lang auf der Plassenburg gefangen gehalten. |      |
| Georg der Fromme                   | 1515 | 1543 | Georg der Fromme war ein Sohn von Friedrich II. Zusammen mit Bruder Kasimir entmachtete er seinen Vater 1515. Georg der Fromme übernahm dabei das Fürstentum Ansbach, ließ es in seiner Abwesenheit aber von seinem Bruder verwalten. Als dieser starb, übernahm er für Kasimirs minderjährigen Sohn Albrecht Alcibiades bis zu dessen Volljährigkeit die Regierungsgeschäfte des Fürstentums Kulmbach. Georg der Fromme gehörte zu den Mitunterzeichnern der Confessio Augustana, die am 25. Juni 1530 auf dem Reichstag zu Augsburg Kaiser Karl V. übergeben wurde. |      |
| Georg Friedrich I.                 | 1543 | 1603 | Als einziger Sohn von Georg dem Frommen war Georg Friedrich I. seit 1543 Markgraf von Ansbach und folgte 1557 Albrecht Alcibiades als Markgraf von Kulmbach. Für den zunehmend depressiven preußischen Herzog Albrecht Friedrich übernahm er 1577 als dessen nächster Verwandter die Vormundschaft. Georg Friedrich I. gelang eine Konsolidierung des Finanzwesens. Als vorbildlich empfundene fränkische Beamte wurden nach Preußen entsandt, um dort ebenfalls entsprechende Reformen umzusetzen. Mit Georg Friedrich I. starb die ältere Linie der fränkischen Hohenzollern aus. |      |
| Joachim Ernst                      | 1603 | 1625 | Nach dem Aussterben der älteren fränkischen Linie der Hohenzollern wurden erneut die beiden Fürstentümer, diesmal unter den beiden jüngeren Söhnen des Kurfürsten Johann Georg aufgeteilt. Während Christian das Fürstentum Kulmbach übernahm und den Regierungssitz nach Bayreuth verlagerte, erhielt Joachim Ernst das Fürstentum Ansbach. |      |
| Friedrich III.                     | 1625 | 1634 | Friedrich III. folgte seinem Vater Joachim Ernst. Bis zu seiner Volljährigkeit führte allerdings seine Mutter Sophie von Solms-Laubach die Geschäfte. 1634, im Jahre seiner Volljährigkeit, fiel er im Dreißigjährigen Krieg in der Schlacht bei Nördlingen auf der Seite der Schweden. |      |
| Albrecht II.                       | 1634 | 1667 | Albrecht II. war ein weiterer Sohn von Joachim Ernst. Bis zu seiner Volljährigkeit 1639 war nochmals seine Mutter Sophie von Solms-Laubach die Regentin über das Fürstentum. |      |
| Johann Friedrich                   | 1667 | 1686 | Für Johann Friedrich als spätgeborenen ersten Sohn von Albrecht II. aus zweiter Ehe wurde bis zu seiner Volljährigkeit 1672 eine Vormundschaftsregierung eingesetzt. |      |
| Christian Albrecht                 | 1686 | 1692 | Für Christian Albrecht, den jungen Sohn von Johann Friedrich, wurde erneut eine Vormundschaftsregierung eingesetzt. Er starb noch vor Erreichen seiner Volljährigkeit. |      |
| Georg Friedrich II.                | 1692 | 1703 | Georg Friedrich der Jüngere folgte als Bruder von Christian Albrecht als Markgraf nach. Auch bis zu seiner Volljährigkeit wurde eine Vormundschaftsregierung eingesetzt. Im Pfälzischen Erbfolgekrieg kämpfte er als Freiwilliger in der Reichsarmee und fiel schließlich in der Schlacht bei Schmidmühlen im Spanischen Erbfolgekrieg. Er hinterließ keine Nachkommen. |      |
| Wilhelm Friedrich                  | 1703 | 1723 | Wilhelm Friedrich war der jüngste Sohn von Johann Friedrich. Da er in zweiter Ehe des Vaters mit Eleonore von Sachsen-Eisenach geboren wurde, war er ein Halbbruder der beiden vorausgegangenen Markgrafen. Er gründete 1710 die Ansbacher Fayencenmanufaktur. |      |
| Karl Wilhelm Friedrich             | 1723 | 1757 | Karl Wilhelm Friedrich, genannt der Wilde Markgraf, folgte als einziger Sohn von Wilhelm Friedrich. Bis zu seiner Volljährigkeit übernahm seine Mutter Christiane Charlotte von Württemberg die Regentschaft. Er regierte als absolutistischer Herrscher mit prunkvollem Hofstaat und ging exzessiv seiner Jagdleidenschaft nach, dabei hinterließ er seinem Sohn als Nachfolger eine enorme Schuldenlast. Zu seinen vielfältigen Bautätigkeiten zählte der Umbau des Ansbacher Schlosses, die Errichtung zweier Schlossbauten in Gunzenhausen und die Erweiterung der Sankt Gumbertus Kirche in Ansbach im Markgrafenstil. |      |
| Christian Friedrich Karl Alexander | 1757 | 1791 | Christian Friedrich Karl Alexander war der Sohn von Karl Wilhelm Friedrich. Nachdem mit dem Tod von Friedrich Christian 1769 die jüngere Linie der Bayreuther Markgrafen erloschen war, kamen erstmals nach 1603 die beiden Fürstentümer Bayreuth und Ansbach wieder in einer Personalunion, gemäß den hohenzollernschen Haus- und Reichsgesetzen, zusammen. In einem geheimen Vertrag trat Karl Alexander 1791 die beiden Fürstentümer an Preußen ab, das den kinderlosen Fürsten nach seinem Tode sowieso beerbt hätte. Im Gegenzug erhielt er eine lebenslange Pension. Als Witwer heiratete er Elizabeth Craven und begab sich mit ihr als Privatmann nach England, wo er sich bis zu seinem Lebensabend der Pferdezucht widmete.        |      |

## Geografie

### Topografie und territorialer Bestand
Die natürlichen Gegebenheiten des Territoriums boten günstige Voraussetzungen für eine intensive Landwirtschaft: Die Bodenbeschaffenheit war in weiten Teilen sehr fruchtbar und gestattete die Einbringung reicher Ernten. Das Fürstentum galt deshalb als ein reiches Agrarland, wovon zu einem gewissen Teil auch die Bevölkerung des Landes profitieren konnte.
Nachdem 1541 mit dem Regensburger Teilungsvertrag die Grenze zum benachbarten Unterland des Fürstentums Kulmbach (dem Gebiet um Erlangen und Neustadt a. d. Aisch) endgültig festgelegt worden war, gab es bis zum Ende der Selbstständigkeit keine tiefgreifenden Änderungen mehr am territorialen Bestand des Fürstentums. Lediglich mit der 1741 durch Erbschaft angefallenen Grafschaft Sayn-Altenkirchen im Westerwald ergab sich nochmals ein größerer Gebietszuwachs.

### Administrative Gliederung
Die obere administrative Ebene des Fürstentums Ansbach bestand in der Mitte des 18. Jahrhunderts aus insgesamt 15 Verwaltungsgebieten (ohne die Grafschaft Sayn-Altenkirchen):
- Hofkastenamt Ansbach
- Oberamt Burgthann
- Oberamt Cadolzburg
- Oberamt Colmberg
- Oberamt Crailsheim
- Oberamt Creglingen mit Oberschultheißenamt Marktsteft
- Oberamt Feuchtwangen
- Oberamt Gunzenhausen
- Oberamt Hohentrüdingen
- Oberamt Roth
- Oberamt Schwabach
- Oberamt Stauf
- Oberamt Uffenheim
- Oberamt Wassertrüdingen
- Oberamt Windsbach

Der oberen Verwaltungsebene nachgeordnet waren ca. 60 Vogt-, Richter-, Stadtvogteiämter, sowie die Verwaltungen der im Zuge der Reformation aufgehobenen Klöster.
Mit Patent vom 3. Juli 1795 wurde Verwaltung und Justiz getrennt. Die Verwaltung wurde nun in 6 Landkreise geteilt. Mit Patent vom 19. November 1795 und der Instruktion für sämtliche Stadtgerichte, Justizämter und Patrimonialgerichte des Fürstentums Ansbach vom 11. Juni 1797 wurden die Regelungen konkretisiert und die Justizämter eingerichtet.
| Justizamt                 | Sitz            | Kreis                 | Gebiet |
| ------------------------- | --------------- | --------------------- | ------ |
| Justizamt Ansbach         | Ansbach         | Ansbacher Kreis       |        |
| Justizamt Leutershausen   | Leutershausen   | Ansbacher Kreis       |        |
| Justizamt Insingen        | Insingen        | Ansbacher Kreis       |        |
| Justizamt Cadolzburg      | Cadolzburg      | Schwabacher Kreis     |        |
| Justizamt Schwabach       | Schwabach       | Schwabacher Kreis     |        |
| Justizamt Burgthann       | Burgthann       | Schwabacher Kreis     |        |
| Justizamt Wöhrd           | Wöhrd           | Schwabacher Kreis     |        |
| Justizamt Gostenhof       | Gostenhof       | Schwabacher Kreis     |        |
| Justizamt Gunzenhausen    | Gunzenhausen    | Gunzenhäuser Kreis    |        |
| Justizamt Roth            | Roth            | Gunzenhäuser Kreis    |        |
| Justizamt Stauf           | Stauf           | Gunzenhäuser Kreis    |        |
| Justizamt Heidenheim      | Heidenheim      | Wassertrüdinger Kreis |        |
| Justizamt Wassertrüdingen | Wassertrüdingen | Wassertrüdinger Kreis |        |
| Justizamt Crailsheim      | Crailsheim      | Crailsheimer Kreis    |        |
| Justizamt Feuchtwang      | Feuchtwangen    | Crailsheimer Kreis    |        |
| Justizamt Uffenheim       | Uffenheim       | Uffenheimer Kreis     |        |
| Justizamt Mainbernheim    | Mainbernheim    | Uffenheimer Kreis     |        |
| Justizamt Prichsenstadt   | Prichsenstadt   | Uffenheimer Kreis     |        |

Es wurden 5 Stadtgerichte gebildet:
- Stadtgericht Gunzenhausen
- Stadtgericht Schwabach
- Stadtgericht Crailsheim
- Stadtgericht Feuchtwangen
- Stadtgericht Uffenheim

Daneben bestanden Patrimonialgerichte. Als Appellationsgericht diente die Regierung Ansbach.

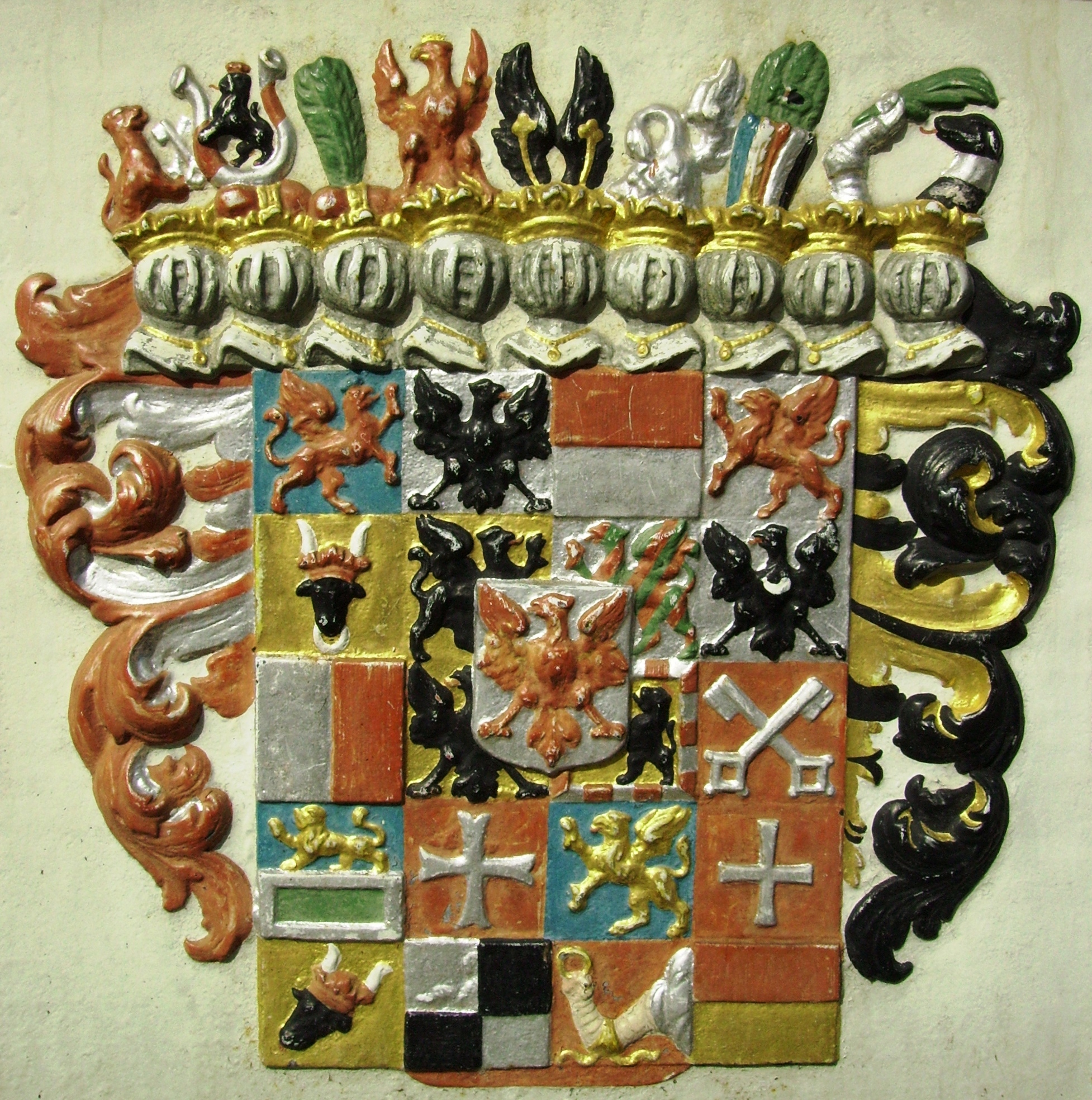
Wappen des Markgrafen von Ansbach am Feuchtwanger Röhrenbrunnen, 1727

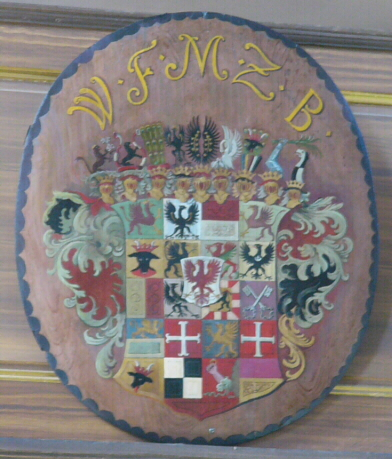
Wappen des Markgrafen Wilhelm Friedrich in der Kirche St. Michael in Markt Berolzheim

## Wappen
Das Wappen der Hohenzollern im Fürstentum Ansbach war im Laufe der Jahrhunderte erheblichen Veränderungen unterworfen. Es setzt sich immer stärker aus verschiedenen Elementen zusammen, die die immer umfangreicheren Ansprüche der Familie repräsentieren. Dabei nahmen die fränkischen Hohenzollern vermehrt auch die Ansprüche ihrer preußischen Verwandten mit in ihr Wappen auf.
Das Stammwappen der Hohenzollern bzw. der Grafschaft Zollern ist Silber und Schwarz geviert. Als gemehrtes Wappen erscheint es im Wechsel mit dem Wappenfeld, welches die Burggrafschaft Nürnberg symbolisiert: ein schwarzer doppelschwänziger Löwe auf goldenem Grund (Wappen der Grafen von Raabs). Der Löwe trägt eine rote Krone. Die hinzukommende Kurfürstenwürde durch die Mark Brandenburg bringt als weiteres Wappenbild den Brandenburger Adler, einen roten Adler auf silbernem Grund. Nach Bernhard Peter stieg die Anzahl der Wappenfelder bis 1769 auf 33 Felder. Darin werden Ansprüche auf zuvor eigenständige Herzogtümer oder auch Bistümer abgebildet, die aber vorrangig von der Hauptlinie der Hohenzollern erhoben werden. In der Heraldik stellt diese Endform ab 1769 einen Rekord dar.

### Zeitgenössische Beschreibungen
- Johann Bernhard Fischer: Statistische und topographische Beschreibung des Burggraftums Nürnberg, unterhalb des Gebürgs, oder des Fürstentums Brandenburg-Anspach. Erster Theil. Nachrichten von dem Zustand des Fürstentums überhaupt. Selbstverlag, Ansbach 1787 (Digitalisat).
- Johann Bernhard Fischer: Statistische und topographische Beschreibung des Burggraftums Nürnberg, unterhalb des Gebürgs, oder des Fürstentums Brandenburg-Anspach. Zweyter Theil. Enthaltend den ökonomischen, statistischen und sittlichen Zustand dieser Lande nach den funfzehen Oberämtern. Benedict Friedrich Haueisen, Ansbach 1790 (Digitalisat).
- Georg Paul Hönn: Fürstentum Ansbach. In: Lexicon Topographicum des Fränkischen Craises. Johann Georg Lochner, Frankfurt und Leipzig 1747, OCLC 257558613, S. 311–389 (Digitalisat).
- Friedrich Gottlob Leonhardi: Erdbeschreibung der Fränkischen Fürstenthümer Bayreuth und Anspach. Halle 1797. Digitalisat auf Google Books.
- Gottfried Stieber: Historische und topographische Nachricht von dem Fürstenthum Brandenburg-Onolzbach. Johann Jacob Enderes, Schwabach 1761 (Digitalisat).

### Fachliteratur
- Roland-Götz Foerster: Herrschaftsverständnis und Regierungsstruktur in Brandenburg-Ansbach 1648–1703. Ein Beitrag zur Geschichte des Territorialstaates im Zeitalter des Absolutismus. Ansbach 1975.
- Cordula Nolte: Familie, Hof und Herrschaft. Das verwandtschaftliche Beziehungs- und Kommunikationsnetz der Reichsfürsten am Beispiel der Markgrafen von Brandenburg-Ansbach (1440–1530) (= Mittelalter-Forschungen; 11). Ostfildern 2005 (Digitalisat)
- Gerhard Rechter: Das Reichssteuerregister von 1497 des Fürstentums Brandenburg-Ansbach-Kulmbach unterhalb Gebürgs. (2 Teilbände). Veröffentlichung der Gesellschaft für Familienforschung in Franken. Nürnberg 1985.
- Gerhard Rechter: Das Reichssteuerregister von 1497 des Fürstentums Brandenburg-Ansbach-Kulmbach oberhalb Gebürgs. Veröffentlichung der Gesellschaft für Familienforschung in Franken. Nürnberg 1988.
- Max Spindler (Hrsg.), Gertrud Diepolder (Red.): Bayerischer Geschichtsatlas. Bayerischer Schulbuch-Verlag, München 1969.
- Max Spindler, Andreas Kraus (Hrsg.): Geschichte Frankens bis zum Ausgang des 18. Jahrhunderts (= Handbuch der bayerischen Geschichte. Bd. 3: Franken, Schwaben, Oberpfalz bis zum Ausgang des 18. Jahrhunderts. Teilbd. 1). 3., neu bearbeitete Auflage. C. H. Beck, München 1997, ISBN 3-406-39451-5.
- Arno Störkel: Verhasster Schwager und bon oncle. Friedrich der Große und die Markgrafen von Ansbach. In: Friedrich der Große und die Dynastie der Hohenzollern. Beiträge des fünften Colloquiums in der Reihe „Friedrich300“ vom 30. September / 1. Oktober 2011, hrsg. von Michael Kaiser und Jürgen Luh. Onlinepublikation auf perspectivia.net.
- Gerhard Taddey (Hrsg.): Lexikon der deutschen Geschichte. Ereignisse, Institutionen, Personen. Von den Anfängen bis zur Kapitulation 1945. 3., überarbeitete Auflage. Kröner, Stuttgart 1998, ISBN 3-520-81303-3.
- Wolfgang Wüst: Jagen unter den Markgrafen von Brandenburg-Ansbach. Höfisches Spektakel, ökonomischer Vorteil oder herrschaftliches Kalkül? In: Jahrbuch für fränkische Landesforschung, 68 (2008/2009), ISSN 0446-3943, S. 93–113.
- Manfred Jehle: Ansbach: die markgräflichen Oberämter Ansbach, Colmberg-Leutershausen, Windsbach, das Nürnberger Pflegamt Lichtenau und das Deutschordensamt (Wolframs-)Eschenbach (= Historischer Atlas von Bayern, Teil Franken. I, 35). Kommission für bayerische Landesgeschichte, München 2009, ISBN 978-3-7696-6856-8.
- Teresa Neumeyer: Dinkelsbühl. Der ehemalige Landkreis (= Historischer Atlas von Bayern, Teil Franken I. Band 40). Kommission für bayerische Landesgeschichte, München 2018, ISBN 978-3-7696-6562-8 (eingeschränkte Vorschau in der Google-Buchsuche).
- Michael Puchta: Mediatisierung „mit Haut und Haar, Leib und Leben“. Die Unterwerfung der Reichsritter durch Ansbach-Bayreuth (1792–1798). Verlag Vandenhoeck & Ruprecht, Göttingen 2012, ISBN 978-3-525-36078-1 Google Books.